# Callum Millward
Callum Millward (* 29. April 1985 in Havelock North) ist ein ehemaliger Duathlet und Triathlet aus Neuseeland. Er ist Ironman-70.3-Sieger (2015, 2018).

## Werdegang
Callum Millward wurde im Januar 2006 in der Klasse U23 Zweiter bei den OTU Triathlon Oceania Championships in Penrith.
Seit 2012 startet Callum Millward auf der Triathlon-Langdistanz.
Im Juni 2015 gewann er den Ironman 70.3 Boulder (1,9 km Schwimmen, 90 km Radfahren und 21,1 km Laufen). 2015 ging der damals 30-Jährige erstmals beim Ironman Hawaii an den Start, er konnte das Rennen aber nicht beenden. 
Ein Jahr später belegte er bei den Ironman World Championships 2016 den 36. Rang.
Im Mai 2018 wurde der damals 33-Jährige hinter Terenzo Bozzone Zweiter beim Ironman 70.3 Busselton, der aufgrund des schlechten Wetters kurzfristig als Duathlon ausgetragen werden musste. Im August 2018 konnte er nach 2015 erneut den Ironman 70.3 Boulder für sich entscheiden.

Bei seinem dritten Start auf Hawaii belegte Callum Millward im Oktober 2018 bei den Ironman World Championships den 44. Rang bei den Profis. Seit 2018 tritt er nicht mehr international in Erscheinung.
Callum Millward lebt mit seiner Partnerin, der Triathletin Alise Selsmark in Noosa Shire, Queensland. Seit November 2019 sind die beiden Eltern eines Sohns.

## Sportliche Erfolge
| Datum/Jahr    | Rang | Wettbewerb                                 | Austragungsort   | Zeit     | Bemerkung                                  |
| ------------- | ---- | ------------------------------------------ | ---------------- | -------- | ------------------------------------------ |
| 5. Aug. 2018  | 1    | Ironman 70.3 Boulder                       | Boulder          |          |                                            |
| 6. Mai 2018   | 2    | Ironman 70.3 Busselton                     | Busselton        | 03:26:26 | Austragung auf verkürztem Kurs             |
| 1. Mai 2016   | 3    | Ironman 70.3 Busselton                     | Busselton        | 03:45:29 | [ 2 ]                                      |
| 13. Juni 2015 | 1    | Ironman 70.3 Boulder                       | Boulder          |          |                                            |
| 13. Juli 2014 | 3    | Vineman Ironman 70.3                       | Sonoma County    |          |                                            |
| 3. Mai 2014   | 2    | Wildflower Triathlon                       | Lake San Antonio |          |                                            |
| 4. Aug. 2013  | 3    | Ironman 70.3 Boulder                       | Boulder          |          |                                            |
| 5. Mai 2012   | 3    | Ironman 70.3 Busselton                     | Busselton        |          |                                            |
| 7. Jan. 2012  | 2    | Port of Tauranga Half Ironman              | Tauranga         |          |                                            |
| 8. Jan. 2011  | 2    | Port of Tauranga Half Ironman              | Tauranga         |          |                                            |
| 5. Sep. 2010  | 2    | Frankfurt-City-Triathlon                   | Frankfurt        |          | Zweiter hinter dem Deutschen Horst Reichel |
| 29. Jan. 2006 | 2    | OTU Triathlon Oceania Championship U23 Men | Penrith          | 01:48:58 |                                            |

| Datum/Jahr    | Rang | Wettbewerb            | Austragungsort | Zeit     | Bemerkung                                           |
| ------------- | ---- | --------------------- | -------------- | -------- | --------------------------------------------------- |
| 13. Okt. 2018 | 136  | Ironman Hawaii        | Hawaii         | 09:06:25 | Rang 44 bei den Profis                              |
| 15. Okt. 2017 | 2    | Ironman Louisville    | Louisville     | 08:18:03 | Zweiter hinter dem US-Amerikaner Andrew Starykowicz |
| 9. Okt. 2016  | 36   | Ironman Hawaii        | Hawaii         | 09:06:35 |                                                     |
| 5. März 2016  | 3    | Ironman New Zealand   | Taupō          | 08:10:57 | persönliche Bestzeit auf der Ironman-Distanz        |
| Okt. 2015     | DNF  | Ironman Hawaii        | Hawaii         | –        |                                                     |
| 28. Juni 2015 | 2    | Ironman Coeur d’Alene | Idaho          | 08:20:35 | hinter Andy Potts                                   |

(DNF – Did Not Finish)